# Morella cerifera
Morella cerifera är en porsväxtart som först beskrevs av Carl von Linné, och fick sitt nu gällande namn av John Kunkel Small. Morella cerifera ingår i släktet Morella och familjen porsväxter. Inga underarter finns listade i Catalogue of Life.
Morella cerifera förekommer särskilt i östra Nordamerika. Från arten erhålls genom nedsmältning av växternas vaxlager ett myrtenax eller myrikavax som har grön färg och används dels som bivax, dels till ljusstöpning.